# 特里尼蒂 (圣基茨和尼维斯)
特里尼蒂（Trinity）是加勒比海岛国圣基茨和尼维斯岛屿圣基茨岛南海岸中的一座村庄，行政上由特里尼蒂帕梅托角区（首府）管辖，位于首都巴斯特尔以西，在抵达旧罗德镇的道路上。